# 26 mai 1981
Le mardi 26 mai 1981 est le 146e jour de l'année 1981.

## Naissances
- Anthony Ervin, nageur américain
- Ben Zobrist, joueur américain de baseball
- Dino Drpić, footballeur croate
- El Hadi Biloum, handballeur algérien
- Francisco Medina Luna, joueur de football espagnol
- Eda-Ines Etti, chanteuse estonienne
- Isaac Slade, musicien américain
- John Rudd, joueur de rugby à XV anglais
- Marion Motin, danseuse et chorégraphe française
- Marion Möhlich, chanteuse allemande
- Răzvan Raț, joueur de football roumain
- Sammy Decoster, musicien français
- Vanessa Folcheris, joueuse de volley-ball française

## Décès
- Gérard Magnac (né le 14 octobre 1946), joueur de rugby français
- Wolf Detlef Rohr (né en 1928), auteur de science-fiction allemand

## Événements
- Élections législatives néerlandaises de 1981
- Le président du Conseil italien Arnaldo Forlani démissionne.
- Italie : le républicain Giovanni Spadolini remplace Arnaldo Forlani à la tête d’un gouvernement de coalition (pentapartisme) comprenant démocrates-chrétiens, socialistes, sociaux-démocrates, républicains et libéraux. Pour la première fois depuis 1945, la Démocratie chrétienne cède la direction du gouvernement à un autre parti, le Parti républicain italien.